# Korea Open 2022 (Tennis)
Die Korea Open 2022 waren ein WTA-Tour-Tennisturnier der WTA Tour 2022 für Damen und ein ATP-Tennisturnier der ATP Tour 2022 für Herren in Seoul und fand für die Damen vom 19. bis 25. September und für die Herren unmittelbar folgend vom 26. September bis 2. Oktober 2022 statt.

## Herrenturnier
→ Qualifikation: Korea Open 2022 (Tennis)/Herren/Qualifikation

## Damenturnier
→ Qualifikation: Hana Bank Korea Open 2022/Qualifikation